# Стів Девріє
Стів Девріє (англ. Steve DeVries; нар. 8 грудня 1964) — колишній американський тенісист.
Найвищу одиночну позицію світового рейтингу — 221 місце досяг 19 серпня, 1991, парну — 18 місце — 22 лютого, 1993 року.
Здобув 4 парні титули.
Найвищим досягненням на турнірах Великого шолома були чвертьфінали в парному та змішаному парному розрядах.

## Фінали Туру ATP

### Парний розряд (4–5)
| Результат | W/L | Дата | Турнір                | Покриття   | Партнер         | Суперники                                 | Рахунок       |
| --------- | --- | ---- | --------------------- | ---------- | --------------- | ----------------------------------------- | ------------- |
| Поразка   | 0–1 | 1991 | Роттердам, Нідерланди | Килим      | Девід Макферсон | Патрік Гелбрайт Андерс Яррід              | 6–7, 2–6      |
| Поразка   | 0–2 | 1991 | Ліон, Франція         | Килим      | Девід Макферсон | Том Найссен Цирил Сук                     | 6–7, 3–6      |
| Перемога  | 1–2 | 1992 | Індіан-Веллс, США     | Тверде     | Девід Макферсон | Кент Кіннієр Свен Салумаа                 | 4–6, 6–3, 6–3 |
| Перемога  | 2–2 | 1992 | Атланта, США          | Ґрунт      | Девід Макферсон | Марк Кейл Дейв Ренделл                    | 6–3, 6–3      |
| Перемога  | 3–2 | 1992 | Шарлотт, США          | Ґрунт      | Девід Макферсон | Брет Гарнетт Джаред Палмер                | 6–4, 7–6      |
| Перемога  | 4–2 | 1992 | Брисбен, Австралія    | Тверде (i) | Девід Макферсон | Патрік Макінрой Джонатан Старк (тенісист) | 6–4, 6–4      |
| Поразка   | 4–3 | 1992 | Стокгольм, Швеція     | Килим      | Девід Макферсон | Тодд Вудбрідж Марк Вудфорд                | 3–6, 4–6      |
| Поразка   | 4–4 | 1993 | Штуттґард, Німеччина  | Килим      | Девід Макферсон | Марк Кратцманн Веллі Месур                | 3–6, 6–7      |
| Поразка   | 4–5 | 1993 | Нью-Гейвен, США       | Тверде     | Девід Макферсон | Цирил Сук Даніель Вацек                   | 3–6, 6–7      |